# Dawit Safarian
Dawit Safarian, orm. Դավիթ Սաֆարյան (ur. 1 sierpnia 1989 w Czerkiesku) – ormiański zapaśnik startujący w stylu wolnym (kategoria do 66 kilogramów).
Srebrny medalista mistrzostw świata juniorów z 2009. W 2012 zdobył brąz mistrzostw Europy w Belgradzie. Podczas igrzysk olimpijskich w Londynie dotarł do ćwierćfinału w wadze 66 kg. Na igrzyskach w Rio de Janeiro zajął osiemnste miejsce w kategorii 65 kg.
Złoty medalista mistrzostw świata i Europy z 2013. Dziewiąty na igrzyskach europejskich w 2015. Brązowy medalista uniwersjady w 2013. Mistrz Europy juniorów w 2007 i wicemistrz w 2009 roku.